# L'Homme de nulle part (film, 1956)
Pour les articles homonymes, voir L'Homme de nulle part.
Pour plus de détails, voir Fiche technique et Distribution.
L'Homme de nulle part (Jubal) est un western sorti en 1956, réalisé par Delmer Daves. Il bénéficie d'une distribution (masculine surtout) intéressante puisqu'on y rencontre en vedettes Glenn Ford, Ernest Borgnine et Rod Steiger. En second rôle, Charles Bronson et en caméo, entre autres, Jack Elam.

## Synopsis
Jubal Troop est recueilli par Shep Horgan, riche éleveur qui l’embauche. Peu à peu il se voit confier de plus en plus de responsabilités, au grand dam de Pinky, régisseur du domaine qui est ainsi relégué à la seconde place. De plus Mae, la jeune femme de Shep, n’est pas insensible à ses charmes, ce qui porte la jalousie de Pinky à son comble.
La tension monte encore d’un cran à l’arrivée d’une caravane qui se dirige vers l’Ouest: Jubal prend la défense de ses membres lorsque Pinky veut les chasser.
Une idylle se noue entre Jubal et la fille du pasteur qui conduit la communauté.
Pinky, habile manipulateur, utilise la situation et manœuvre pour regagner sa place et les faveurs de Mae tout en se débarrassant de Shep Horgan et de Jubal Troop.
Le drame peut alors se dérouler et la tension devient telle qu’un témoin en arrive à déclarer : « Il y a des jours où je ne peux pas m’empêcher de penser que c’est insulter Dieu que de prétendre qu’il a créé l’homme à son image ».

## Analyse
L'histoire est plus complexe qu'il n'y paraît comme souvent chez ce metteur en scène, on y trouve des moments quasi-shakespeariens et d'autres presque freudiens... histoires d'amour, d'intolérance, de jalousies et de frustrations sur fond de grands espaces admirablement filmés. Un western où l'action et la psychologie sont parfaitement équilibrées et les personnages bien dessinés, sans caricature. Le casting masculin est impressionnant, et un an avant 3H10 pour Yuma Felicia Farr, juvénile et lumineuse, séduit déjà Glenn Ford.

## Fiche technique
- Titre original : Jubal
- Titre français : L'Homme de nulle part
- Réalisation : Delmer Daves
- Scénario : Russel S. Hughes et D. Daves à partir d'une histoire de Paul I. Wellman
- Directeur de la photographie : Charles Lawton Jr.
- Musique : David Raksin, dirigée par Morris Stoloff
- Montage : Al Clark
- Producteur : William Fadiman
- Création des décors : Carl Anderson
- Création des costumes : Jean Louis
- Compagnie de production : Columbia Pictures Corporation
- Compagnie de distribution : Columbia Pictures Corporation
- Pays d'origine :  États-Unis
- Langue : Anglais
- Durée : 100 minutes
- Son : Mono
- Laboratoire : Technicolor
- Ratio écran : 2.55:1
- Négatif : 35 mm
- Procédé cinématographique : Cinémascope
- Genre : Western
- Affiche : Boris Grinsson (France)

## Distribution
- Glenn Ford (VF : Raoul Curet) : Jubal Troop
- Ernest Borgnine (VF : Jacques Erwin) : Shep Horgan
- Rod Steiger (VF : Michel Marsay) : Pinky
- Valerie French (VF : Paula Dehelly) : Mae Horgan
- Felicia Farr (VF : Paula Marsay) : Naomi Hoktor
- Basil Ruysdael (VF : Jacques Berlioz) : Shem Hoktor
- Charles Bronson (VF : Michel Gudin) : Reb Haislipp
- Noah Beery Jr. (VF : Lucien Bryonne) : Sam
- John Dierkes (VF : Georges Hubert) : Carson
- Jack Elam (VF : Jean Violette) : McCoy